# Мюнхенштайн
Мюнхенштайн (нім. Münchenstein) — місто  в Швейцарії в кантоні Базель-Ланд, округ Арлесгайм.

## Географія
Місто розташоване на відстані близько 65 км на північ від Берна, 10 км на захід від Лісталя.
Мюнхенштайн має площу 7,2 км², з яких на 58,1% дозволяється будівництво (житлове та будівництво доріг), 15,6% використовуються в сільськогосподарських цілях, 24,2% зайнято лісами, 2,1% не є продуктивними (річки, льодовики або гори).

## Демографія
2019 року в місті мешкало 12 104 особи (+2,8% порівняно з 2010 роком), іноземців було 25,8%. Густота населення становила 1683 осіб/км².
За віковим діапазоном населення розподілялося таким чином: 18,5% — особи молодші 20 років, 60,4% — особи у віці 20—64 років, 21% — особи у віці 65 років та старші. Було 5439 помешкань (у середньому 2,2 особи в помешканні).
Із загальної кількості 11 503 працюючих 21 був зайнятий в первинному секторі, 1878 — в обробній промисловості, 9604 — в галузі послуг.